# Habrocestum schinzi
Habrocestum schinzi är en spindelart som beskrevs av Simon 1887. Habrocestum schinzi ingår i släktet Habrocestum och familjen hoppspindlar. Inga underarter finns listade i Catalogue of Life.